# Trofeo Teresa Herrera (Frauenfußball)

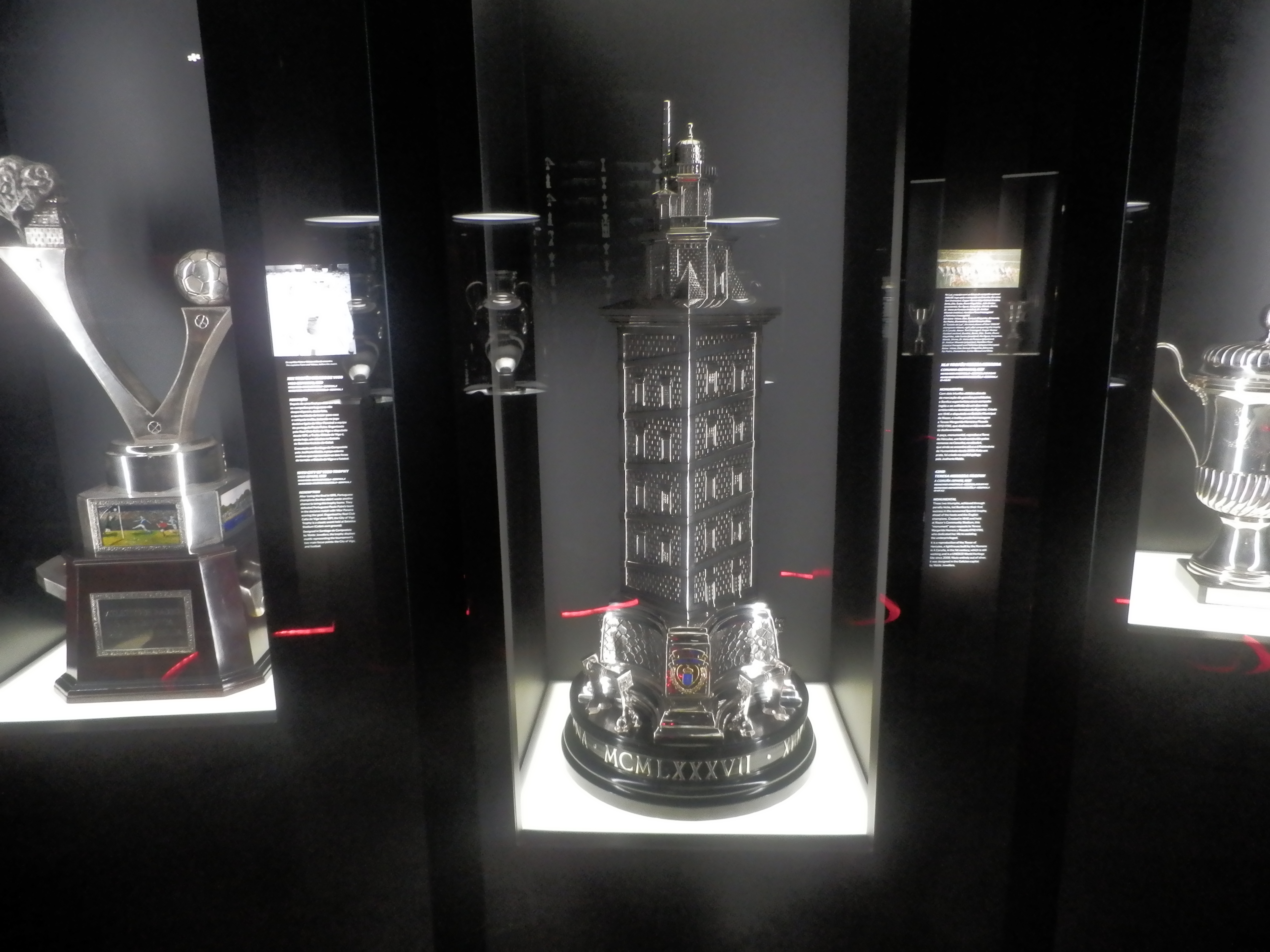
Eine Trofeo Teresa Herrera im Vereinsmuseum von Benfica Lissabon.

Die Trofeo Teresa Herrera ist eine 1946 gestiftete Trophäe des Fußballsports der galicischen Stadt A Coruña in Spanien, um die seit 2013 auch Frauenteams in einem eigenen jährlich veranstalteten Einladungswettbewerb spielen.
Die erste Trofeo Teresa Herrera der Frauen 2013 wurde noch in einem Spiel auf dem Campo Municipal Rodrigo García Vizoso von A Coruña ausgetragen. Seit der zweiten Ausgabe 2014 findet das Finalspiel gleichfalls im Estadio Riazor statt, wo es vor dem Finale der Herren gespielt wird. Am Wettbewerb nehmen seither vier Mannschaften teil, ein Gastgeber und drei eingeladene Vereine. Als Gastgeber der ersten drei Austragungen fungierte noch der lokale Amateurclub FC Victoria, seit 2016 der Profiverein Deportivo La Coruña.
Für die Trophäe im Herrenfußball siehe Trofeo Teresa Herrera.

## Finalspiele
| Saison | Datum             | Pokalsieger            | Ergebnis        | Finalist            |       |
| ------ | ----------------- | ---------------------- | --------------- | ------------------- | ----- |
| 2013   | 9. Oktober 2013   | FC Victoria            | 3:0             | Orzán SD            | [ 1 ] |
| 2014   | 9. August 2014    | FC Victoria            | 2:1             | Boavista Porto      | [ 2 ] |
| 2015   | 8. August 2015    | Rayo Vallecano         | 7:0             | FC Victoria         | [ 3 ] |
| 2016   | 9. August 2016    | Deportivo La Coruña    | 2:2 (4:3 i. E.) | FC Villarreal       | [ 4 ] |
| 2017   | 5. August 2017    | Athletic Bilbao        | 1:0             | Deportivo La Coruña | [ 5 ] |
| 2018   | 14. November 2018 | Athletic Bilbao        | 1:0             | Deportivo La Coruña | [ 6 ] |
| 2019   | 10. August 2019   | UDG Tenerife           | 5:1             | Deportivo La Coruña | [ 7 ] |
| 2020   | 20. Dezember 2020 | Deportivo La Coruña II | 1:1 (5:3 i. E.) | FC Victoria         |       |
| 2021   | 8. August 2021    | Valadares Gaia FC      | 0:0 (5:4 i. E.) | Deportivo La Coruña |       |
| 2022   | 13. August 2022   | Deportivo La Coruña    | 2:2 (5:4 i. E.) | FC Famalicão        | [ 8 ] |

## Statistik
| Rang           | Rekordsieger        | Titel | Jahr             | 0FT0 |
| -------------- | ------------------- | ----- | ---------------- | ---- |
| 1              | Deportivo La Coruña | 3     | 2016, 2020, 2022 | 7    |
| 2              | FC Victoria         | 2     | 2013, 2014       | 4    |
| 3              | Athletic Bilbao     | 2     | 2017, 2018       | 2    |
| 4              | Rayo Vallecano      | 1     | 2015             | 1    |
| 4              | UDG Tenerife        | 1     | 2019             | 1    |
| 4              | Valadares Gaia FC   | 1     | 2021             | 1    |
|                | Orzán SD            |       |                  | 1    |
| Boavista Porto |                     |       | 1                |      |
| FC Villarreal  |                     |       | 1                |      |
| FC Famalicão   |                     |       | 1                |      |